# Mary Austin Holley
Mary Austin Holley ( New Haven, Connecticut,1784 – New Orleans, Luisiana,1846) fue una escritora histórica estadounidense más conocida como la autora de la primera historia conocida en inglés de Texas, Texas (1833), ampliada en 1836 a Historia de Texas. Era prima de Stephen F. Austin, quien arregló que Holley recibiera una concesión de tierras en la Bahía de Galveston. Aunque Holley visitó Texas cinco veces (en 1831, 1835, 1838, 1840 y 1843), nunca pudo permitirse el lujo de mudarse allí.

## Primeros años
Mary Phelps Austin hija de Elijah Austin (1751 – 1794) y Esther Phelps Austin. Creció en una familia numerosa, que incluía tres hermanos mayores, tres hermanos menores y una hermana menor.
Elijah Austin era un veterano de la Revolución Americana y se unió a la Compañía Foot Guard del Gobernador en nombre de los colonos estadounidenses. Era comerciante y armador. Al menos uno de sus barcos entregó a su tienda en el muelle de New Haven un cargamento de porcelana china, seda, especias y té.  Elijah murió de fiebre amarilla en 1794 antes del décimo cumpleaños de Mary. Además, uno de los barcos de Elijah se había estrellado y la pérdida fue lo suficientemente grande como para dejar su patrimonio en la insolvencia.
Timothy y Jennett Phelps adoptaron a Mary poco después de la muerte de Elijah. Timothy, el tío materno de Mary, era un exitoso hombre de negocios y  director de un banco y una compañía de seguros. Jennett tenía solo veintiún años cuando Mary vino a vivir con ellos. Mary eligió quedarse en la casa de su tío y su tía incluso después de que su madre se volvió a casar unos dos años después. Asistió a escuelas locales, siendo sus mayores intereses la literatura, la escritura y la música. 
En 1804, Stephen F. Austin se mudó del territorio de Misuri para vivir con los Phelps; El primo de once años de Mary había crecido en la frontera oeste antes de que su padre lo enviara a New Haven para recibir educación. Mary se comprometió ese año con Horace Holley, un estudiante de seminario y aspirante a ministro, y se casaron el 1 de enero de 1805.

## Activismo
Austin se mudó para reunirse con su esposo en Lexington, Kentucky, donde era presidente de la Universidad de Transilvania . Estaba preocupada por el "clima literario estéril" y comenzó a trabajar en los terrenos de la universidad. Después de que su esposo renunció a su cargo, ella escribió el primer libro publicado en inglés sobre Texas. Continuó promoviendo la anexión de Texas, las relaciones mexicano-estadounidenses y las artes.

## Esposa de ministro
Durante los primeros meses de su matrimonio, los Holley vivieron en la casa de su padre en Salisbury, Connecticut, mientras él investigaba, escribía y pronunciaba sermones como invitado en una iglesia local.  Los Holley regresaron a New Haven en el verano mientras ambos esperaban noticias sobre su asignación a una congregación. Aceptó la sugerencia del presidente del Seminario de Yale y asumió el cargo de ministro de una iglesia en Greenfield Hill en el condado de Fairfield, Connecticut .  Horace había enseñado en la escuela además de sus deberes pastorales. Dejó el condado de Fairfield para emprender una gira de predicación por Nueva Inglaterra mientras Mary regresaba a New Haven. Mientras estaba de gira, Horace aceptó un puesto como pastor de la Iglesia South End en Hollis Street en Boston. Mary estaba embarazada y dio a luz a su primera hija, Harriette Williman Holley. 

## Otras lecturas
- Baym, Nina. Women Writers of the American West, 1833-1827. University of Illinois Press, 2011.